# U Насоса
U Насоса (лат. U Antliae) — звезда, которая находится в созвездии Насоса на расстоянии около 848 световых лет от Земли.
U Насоса — углеродная звезда, находящаяся на поздней стадии звёздной эволюции. Она является четвёртой звездой переменного блеска в данном созвездии. Около 2700 лет назад она прошла стадию колоссального выброса звёздного вещества в окружающее пространство. Всего за несколько столетий звезда сбросила оболочку, которую теперь можно наблюдать в телескоп. В 2017 году радиотелескоп ALMA сделал снимки U Насоса в беспрецедентном разрешении. Учёные обнаружили несколько слоёв газа у сброшенной звёздной оболочки, каждый из которых имеет собственную динамику. Подобные сброшенные оболочки участвуют в переработке вещества, порождая до 70% межзвёздной пыли.